# Van Buren (Maine, város)
Van Buren város az USA Maine államában, Aroostook megyében. Lakosainak száma 2038 fő (2020. április 1.).

## Népesség
A település népességének változása:

| 2020 | 2 038 |